# ONFJ 23–26
Die dänische Baureihe ONFJ 23–26 waren Schlepptender-Dampflokomotiven der Odense–Nørre Broby–Faaborg Jernbane (ONFJ) mit der Achsfolge 2’B. Sie wurden ursprünglich für die Bedienung der Bahnstrecke Odense–Nørre Broby–Faaborg 1906 beim deutschen Lokomotivhersteller Henschel in Kassel mit den Baunummern 7294–97 beschafft.

## Geschichte
„Det Sydfyenske Jernbaneselskab“ (SFJ), die die Bahnstrecke Odense–Nørre Broby–Faaborg erbaute und nach Fertigstellung in Pacht betrieb, bekam von ONFJ relativ freie Hand, um Fahrzeuge, die auf der neuen Strecke eingesetzt werden sollten, zu beschaffen. Damit verbunden war zudem eine Vereinbarung, dass SFJ frei in seiner Entscheidung war, wie die neu beschafften Fahrzeuge verwendet werden.
In den frühen 1900er Jahren stieg der Verkehr auf den Strecken der SFJ stark an. Es gab einen Bedarf an leistungsfähigeren Lokomotiven, vor allem auf der SFJ-Strecke zwischen Odense und Svendborg. Daher waren die Lokomotiven, die SFJ für ONFJ beschaffte, deutlich stärker und teurer als solche, die nur auf der Strecke Odense–Nørre Broby–Faaborg verkehren konnten. Sie hatten zudem eine Höchstgeschwindigkeit von 75 km/h, die damit um 30 km/h über der zulässigen Höchstgeschwindigkeit der ONFJ-Strecke lag.
Nach der Angebotsabgabe stellte sich heraus, dass die deutsche Fabrik Henschel & Sohn in Kassel das günstigste Angebot hatte. SFJ-Maschineninspektor Jacob Christian Milling unterzeichnete 1905 den Vertrag zur Beschaffung der neuen Lokomotiven, die über die Bauabrechnung der ONFJ erworben wurden. Geliefert wurden vier Lokomotiven, die ähnlich denen waren, die SFJ bereits 1896 gekauft hatte. Zudem gab es Ähnlichkeiten zu den Baureihen DSB A und DSB K der Danske Statsbaner.
Die neuen Lokomotiven wurden buchmäßig als ONFJ 23–26 bezeichnet. Das Kürzel der Eigentümergesellschaft wurde jedoch erst 1946 an den Lokomotiven angebracht. Insgesamt kosteten die vier Lokomotiven 124.233 Kronen.
Nachdem die vier Lokomotiven Ende September 1906 in Odense angekommen waren, stellte sich schnell heraus, dass es ein guter Kauf war, da die Maschinen zuverlässig liefen. Unmittelbar nach der Auslieferung kamen sie auf der Strecke zwischen Odense und Svendborg zum Einsatz und fuhren den Eröffnungszug zwischen Odense und Faaborg.
In späteren Jahren kamen die Lokomotiven immer wieder zu besonderen Beförderungsleistungen, so 1911, als zwei der Maschinen einen königlichen Sonderzug nach Ringe zu einer Ausstellung fuhren. Bei der Einweihung der neuen Strecke zwischen Svendborg und Faaborg am Dienstag, den 27. Juni 1916, führten zwei ONFJ-Lokomotiven den Eröffnungszug, den die Nr. 26 anführte.
1914/1915 erhielten die Lokomotiven neue Überhitzer und neue Kessel.
Obwohl die vier Lokomotiven für die Strecke zwischen Odense und Faaborg erworben wurden, wurden sie selten auf dieser Strecke  verwendet. In den ersten Einsatzjahren führten sie fast alle Personenzüge zwischen Odense und Svendborg. Nr. 26 fuhr im Betriebsjahr 1929/30 90.565 km. 1932 wurden die ersten Triebwagen beschafft. Dennoch blieben die Lokomotiven bis und während des Zweiten Weltkrieges zwischen Odense und Svendborg, Odense und Faaborg sowie zwischen Svendborg und Faaborg im Einsatz.
In den ersten Jahren der Besatzung erlebte Dänemark eine Reihe von harten Wintern unter anderem mit starkem Schneefall. So berichtete Lokführer Th. Larsen von einer Winterfahrt von Nyborg nach Svendborg, die er nur durchführte, nachdem er auf eigenen Wunsch die Lok Nr. 24 dafür gestellt bekam. Der Lokomotive wurde ein großer Personenwagen der SFJ beigestellt, der etwa 70 Personen fasste. Am Bahnsteig in Nyborg warteten etwa 100 Personen, die alle einsteigen konnten, als der Zug um 23 Uhr in Richtung Svendborg abfuhr. Der Zugführer konnte aus Platzgründen nur auf der Lokomotive mitfahren und erst in Frørup wieder in den Wagen einsteigen, nachdem ein Teil der Fahrgäste dort ausgestiegen war.
Auf der Strecke zwischen Øksendrup und Langå traten Probleme auf, weil der Zug dreimal in eine Schneeverwehung fuhr. In Langå und Hesselager wurde lange Zeit gehalten, um Dampf zu machen, bevor der Zug Richtung in Svendborg weiterfuhr. Zwischen Hesselager und Gudme gab es erneut mit dem Schnee Probleme, so dass der Zug erst nach Mitternacht Gudme erreichte. Hier nahm die Lokomotive Wasser aus dem einzigen Wasserkran unterwegs an der Strecke. In dieser Zeit konnte die schneebedeckte Kohle im Tender nach vorne geschaufelt werden. Zwischen Gudme und Oure hatte die Lok erneut Probleme mit den Schneemassen und blieb mehrfach stecken. Nach unzähligen Versuchen gelang die Weiterfahrt und so kam der Zug gegen 3 Uhr in der Nacht am Bahnhof in Svendborg an.

## DSB AF (II)
Die DSB übernahmen die Pachtverträge der drei Bahnen Odense–Nørre Broby–Faaborg (ONFJ), der Svendborg–Nyborg (SNB) sowie der Svendborg–Faaborg nach mehrmaliger Verschiebung zum 1. April 1949.
Alle vier Henschel-Lokomotiven, die ONFJ gehörten, kamen dadurch buchmäßig zu den DSB. Die Lokomotiven wurden in AF (II) 123–126 umgezeichnet, blieben jedoch im Besitz der privaten Odense–Nørre Broby–Faaborg Jernbane. Bei den SFJ hatten diese keine sogenannte „Krawatte“, das Eigentumskennzeichen der Eigner-Gesellschaft, am Schornstein. Sie wurden nach der Aufnahme in den Betriebspark der Staatsbahnen mit dem rot-weiß-roten Schornsteinband ausgestattet.
Am 1. April 1949 um 8 Uhr wurde die DSB-Flagge am Bahnhof Odense Sydbanegård gehisst. Generaldirektor Emil Terkelsen der DSB wurde dem Geschäftsführer der SFJ, P. Hansen, vorgestellt. Danach fuhr ein Sonderzug mit der geschmückten AF 124 mit Lokführer H. Christiansen ab Odense. Die Zugbildung war AF 124 + 2 AC + AV. Unter den Fahrgästen waren Verkehrsminister Carl Petersen, DSB-Generaldirektor Emil Terkelsen, Ministerialsekretär Ove Nielsen und Stadtrat Poul Hansen aus Svendborg. Nach der Ankunft in Svendborg erfolgten Feierlichkeiten bei einem Essen. Danach kehrten die Teilnehmer mit einem Omnibus nach Nyborg zurück.
Die vier Lokomotiven blieben auf den Strecken der SFJ. Nur AF 124 und AF 125 erhielten noch eine DSB-Hauptuntersuchung. Bereits 1952 schied die AF 123 aus dem Betriebsdienst aus, die anderen drei Lokomotiven folgten nach der Stilllegung der Bahnstrecke  Odense–Nørre Broby–Faaborg 1954. Diese wurden im gleichen Jahr bei H. I. Hansen in Odense verschrottet.